# فريق الطاووس للاستعراض الجوي
فريق عرض سارانج «الطاووس» للاستعراص الجوي، سارانج (السنسكريتية: सारंग معنى الطاووس) . (بالإنجليزية: Sarang display team)‏. هو فريق عرض طائرات الهليكوبتر من سلاح الجو الهندي. الفريق يحلق أربع مروحيات هال دروف المعدلة، والمعروفة أيضًا بـ ALH (طائرة هليكوبتر خفيفة متقدمة). تم تشكيل الفريق في أكتوبر 2003 وكان أول ظهور علني له في معرض آسيا للطيران الفضائي، سنغافورة، 2004. اسم Sarang (الطاووس في اللغة السنسكريتية) هو رمزي كما هو الطائر الوطني في الهند. وتم تنصيب الوحدة باعتبارها وحدة No.151 طائرات الهليكوبتر في عام 2005.